# Contea di Golden Plains
La contea di Golden Plains è una local government area che si trova nello Stato di Victoria. Essa si estende su una superficie di 2.704 chilometri quadrati e ha una popolazione di 18.770 abitanti. La sede del consiglio si trova a Bannockburn.